# احضار (قرون وسطی)
در قرون وسطی، احضار (لاتین bannus یا bannum، آلمانی Bann) یا ابتذال (فرانسوی banalité) در اصل قدرت فرماندهی مردان در جنگ بود که بعدتر تکامل پیدا کرد و به قدرت عمومی برای دستور دادن و مجازات بدل گردید. به این ترتیب، مبنای تشکیل ارتش و اجرای عدالت بود. این کلمه منشا آلمانی دارد و اولین بار در قوانین حقوقی قرن پنجم آمده‌است. در زمان فرانکها، این عمل یک امتیاز سلطنتی بود، اما می‌شد آن را تفویض کرد و از قرن دهم، اغلب توسط اشراف رده‌پایین غصب شد.